# Перебийнис, Пётр Мусеевич
Пётр Мусеевич Перебийнис (укр. Петро Мусійович Перебийніс; род. 1937) — украинский и советский поэт, драматург, журналист, редактор. Заслуженный журналист Украины (1997). Заслуженный деятель искусств Украины (2004). Лауреат Национальной премии Украины имени Тараса Шевченко (2008).

## Биография
Окончил Шаргородский сельскохозяйственный техникум (1956), позже в 1965 году — факультет журналистики Львовского университета им. Ивана Франко.
С 1961 года на журналистской работе: редактор районной газеты «Прапор комунізму» (г. Калиновка Винницкой области), корреспондент, заместитель ответственного секретаря редакции газеты «Вінницька правда», затем заместитель редактора зональной газеты ЦК ЛКСМУ «Комсомольське плем’я» (Винница), редактор тернопольской областной газеты «Ровесник».
В 1970—1973 г. — инструктор, заместитель заведующего отдела — заведующий сектора прессы ЦК ЛКСМУ. Затем до 1974 г. — заместитель главного редактора журнала «Дніпро».
С октября 1974 по январь 1979 года — в аппарате отдела культуры ЦК Компартии Украины.
С января 1979 по апрель 1980 года — главный редактор Государственного издательства художественной литературы «Дніпро».
В 1980 году Петр Перебийнис стал редактором газеты «Літературна Україна».
Затем длительный период времени занимался творческой работой.
В 1986 году поэт был назначен главным редактором журнала «Київ», которому посвятил 15 лет своей жизни.
Является членом Национального союза журналистов Украины и Союза писателей Украины.

## Творчество
Первая подборка стихов автора появилась в журнале «Вітчизна» в 1965 г. Со временем его поэзия начала печататься в «Літературній газеті» (теперь «Літературна Україна»), в журналах «Дніпро» и «Зміна».
Петр Перебийнис — автор многих поэтических сборников, среди которых:
- «Червоний акорд» (1971),
- «Високі райдуги» (1973),
- «Передчуття дороги» (1975),
- «Ранкові сурми» (1976),
- «Гроно вогню» (1977),
- «Червоний колір» (1977),
- «Небо твоє і земля» (1979),
- «Майдан революції» (1980),
- «Світловий рік» (1982),
- «Третя спроба» (1983),
- «Калиновый костер» (1984),
- «Пісня пам’яті» (1984),
- «Присягаю Дніпром!» (1985),
- «Срібне весілля» (1986),
- «Дар Вітчизни» (1987),
- «Точний час» (1990),
- «На світанку роси» (1996),
- «Княжа Лука» (1999),
- «Чотири вежі» (у двох томах, 2004),
- «Калинова пісня» (2004, співавтор з М.Сафоновим),
- «Пшеничний годинник» (2005),
- «Музыка грозы» (2007). Авторизований переклад російською — Володимир Родіонов.
- «Цивілізація дерев» (2011).

Автор пьесы «Коридор» (1995, 2009).
На стихи поэта создан ряд популярных песен известными украинскими композиторами А. Билашом, В. Кирейко, В. Конощенко, В. Литвином, В. Лузаном.

## Награды и премии
- медаль «За трудовую доблесть» (1986).
- Грамота Президиума Верховного Совета УССР (1987).
- орден князя Ярослава Мудрого V степени (2007)
- Отличник образования Украины

Петр Перебийнис — лауреат многих литературных премий, заслуженный журналист Украины (1997). Заслуженный деятель искусств Украины (2004).
В 2008 году стал лауреатом Национальной премии Украины им. Т. Шевченко за сборник поэзии «Пшеничний годинник».